# Zanthoxylum atchoum
Zanthoxylum atchoum är en vinruteväxtart som först beskrevs av Ake Assi, och fick sitt nu gällande namn av Alma May Waterman. Zanthoxylum atchoum ingår i släktet Zanthoxylum och familjen vinruteväxter. Inga underarter finns listade i Catalogue of Life.